# Cabot de fang
El cabot de fang, gobi d'alga, cabot d'alga, cabot mocós, gobi negrós, gòbit, gòmbit, gòmit, peix del diable o ruc d'alga (Gobius niger) és un peix de la família dels gòbids.

## Morfologia
- La talla màxima és de 15 cm.
- Cos allargat i de secció cilíndrica.
- El cap és gros.
- Els ulls són grossos i es troben a la part superior del cap.
- Els tentacles que surten dels orificis nasals es troben poc desenvolupats.
- Les aletes dorsals i l'anal són llargues.
- La primera dorsal és molt alta en els mascles.
- Els radis lliures de les pectorals es troben poc desenvolupats.
- El disc pelvià és rodó.
- Presenta quasi la mateixa coloració que Gobius geniporus, però és més fosc.
- Té una taca negra a la part anterior de la primera dorsal.[3]

## Reproducció
Té lloc durant la primavera i l'estiu. En aquest període pot realitzar diverses postes. La posta és bentònica, els ous són aferrats davall qualque objecte i els mascles s'encarreguen de protegir-los. Tenen 4 anys de vida i a partir del segon ja són sexualment madurs.

## Alimentació
Menja crustacis, mol·luscs i poliquets.

## Hàbitat
És bentònic de fons tous preferentment fang amb pedres. També apareix a praderies de Posidonia oceanica i Caulerpa prolifera. Arriba fins als 75 m de fondària. És molt freqüent a l'interior de ports.

## Distribució geogràfica
Apareix a tot el Mediterrani, a l'atlàntic oriental (des de Noruega a Mauritània), a la mar Bàltica i a la mar Negra.

## Observacions
Suporta grans variacions de paràmetres fisicoquímics.

## Curiositats
- Fou la primera espècie de gòbid descrita per Carl von Linné.
- El mascle produeix feromones per atreure la femella.